# Virgin Orbit
Virgin Orbit era una impresa del Gruppo Virgin che pianificava di diventare fornitore di servizi per il lancio in orbita di piccoli satelliti.
La società è nata nel 2017 per sviluppare il razzo LauncherOne, lanciato dall'aereo Cosmic Girl, che è stato precedentemente progettato da Virgin Galactic (da cui l'azienda è stata scorporata).
Con sede a Long Beach (California), Virgin Orbit aveva più di 200 impiegati e guidato dal presidente Dan Hart, ex vicepresidente della gestione satellitare di Boeing.
L'azienda ha dichiarato fallimento il 4 aprile 2023, dopo l'insuccesso del primo lancio europeo nel gennaio dello stesso anno.